# Сучава (окръг)
Окръг Сучава e окръг в област Буковина в северната част на Румъния. Административен център на окръга е гр. Сучава (с население 118 670 души).
Граничи с окръзите Марамуреш и Бистрица-Насауд на запад, с Украйна на север, с окръзите Ботошани и Яш на изток, окръг Харгита и Муреш на юг.

## География
Окръгът заема площ от 8553 km2.
В западната част на окръга са Източните Карпати: планините Родна, Раръу и Джумалъу. Височината им намалява на изток, достигайки най-ниската си точка в долината на р. Сирет.

## Население
През 2002 г. в окръг Сучава живеят 688 435 души, а гъстотата на населението е 80,5 жит./ km2.
Основната част от населението са румънци. Има циганско, украинско, полско и словашко малцинства.
По-големите градове в окръг Сучава са:
- Сучава
- Фълтичени
- Ръдъуц
- Къмпулунг Молдовенеск
- Ватра Дорней

## Икономика
Развити са най-вече:
- дърводобивна промишленост (с най-големите залесени масиви в Румъния);
- машиностроене;
- текстилна промишленост;
- хранително-вкусова промишленост;
- производство на строителни материали;
- добив на метални руди в планините.

## Туризъм
Сред най-посещаваните туристически обекти са::
- град Сучава и средновековните му укрепления;
- изрисуваните църкви в Северна Молдова и манастирите:
  - Воронец;
  - Путна;
  - Молдовица;
  - Сучевица;
  - Хумор;
  - Арборе;
  - Пробота;